# Noordvest (Leiden)
Noordvest is een woonbuurt in de Nederlandse stad Leiden, die deel uitmaakt van district Binnenstad-Noord.